# 欧代维尔
欧代维尔（法語：Auderville，法語發音：[odɛʁvil]）是法国芒什省的一个旧市镇，属于瑟堡区。2017年，欧代维尔和相邻的其它18个市镇合并为新市镇拉阿格。

## 地理
欧代维尔（49°42'43"N, 1°55'53"W）面积4.33 平方千米，位于法国诺曼底大区芒什省，该省份为法国西北部沿海省份，西、北、东北三面环大西洋，东起顺时针与卡爾瓦多斯省、奧恩省、马耶讷省和伊勒-维莱讷省接壤。
与欧代维尔接壤的市镇（或旧市镇、城区）包括：圣日耳曼德沃、若堡。
欧代维尔的时区为UTC+01:00、UTC+02:00（夏令时）。

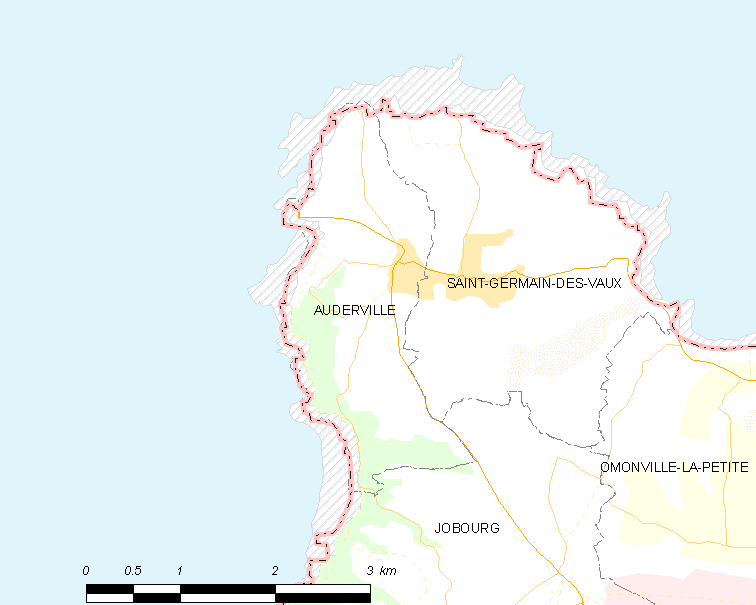
欧代维尔的OSM定位图

## 行政
欧代维尔的邮政编码为50440，INSEE市镇编码为50020。

## 政治
欧代维尔所属的省级选区为拉阿格县。

## 人口

1962-2008年间欧代维尔人口变化图示

欧代维尔于2018年1月1日时的人口数量为229人。